# Parc Natural de Sierra de Huétor
El Parc Natural Sierra de Huétor és un parc natural declarat el 1989 a la província de Granada que abasta una superfície de 12.428 ha. Inclou entre altres a més de la Sierra de Huétor, d'on rep el seu nom, la Sierra de la Alfaguara, Sierra de Cogollos, Sierra de Diezma, Sierra de Beas i els contraforts sud de la Sierra de Arana (o Sierra Harana). Abasta part dels termes municipals de Cogollos Vega, Huétor Santillán, Beas de Granada, Víznar, Alfacar, Nívar i Diezma, amb una población propera als 10.000 habitants.

## Descripció
El Parc Natural de Sierra de Huétor declarat Parc Natural per la llei 2/1989 del 18 de juliol, de l'inventari d'espais naturals protegits d'Andalusia, inclou un conjunt de serres d'alçada mitjana. Destaca el "Mirador de Sierra Nevada", en el municipi de Diezma a 1233 msnm, que ofereix unes vistes panoràmiques d'aquesta emblemàtica serra. La màxima altura del parc és el Peñón del Majalijar amb 1.889 msnm, tot i que el supera el Peñón de la Cruz (2.027 msnm), però és fora dels límits del parc (pertany a Sierra Harana).
La precipitació mitjana anual al parc és de 550 mm, i les temperatures mitjanes mensuals oscil·len entre els 7 °C al gener i els 26 °C al juliol.
L'abundant vegetació, la diversitat d'ambients i les excepcionals vistes que ofereix el parc, i la proximitat a la ciutat de Granada, fan d'aquest espai un indret tradicional recreatiu i d'oci de la població.
Aquesta zona de mitja muntanya, font dels rius Darro i riu Fardes que formen estretes valls que separen els verds turons, té masses vegetals autòctones compostes per alzinars on hi abunda matollar amb espines. El roure i l'auró són espècies rellevants de la zona; així com el galer a les zones obagues i de més alçada. També poden trobar-se àmplies zones repoblades amb coníferes. La presència de nombroses espècies vegetals exclusives d'aquest espai completen el seu interès botànic, hi ha endemismes vegetals de: arenària, centaurea i herba gatera
La fauna és la típica de l'hàbitat mediterrani: espècies com la cabra salvatge ibèrica, la fagina, el porc senglar, la geneta, la mostela, el teixó, la guineu i el gat salvatge. Entre l'avifauna cal destacar l'aligot i de forma molt esporàdica l'àguila reial.

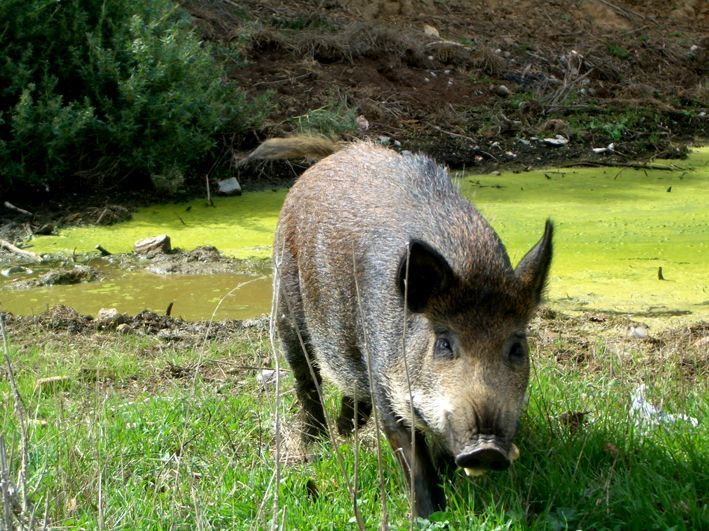
Porc senglar
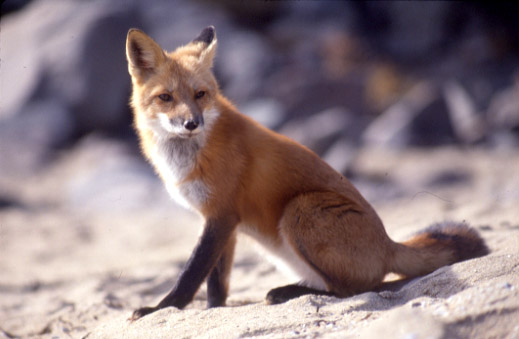
Guineu
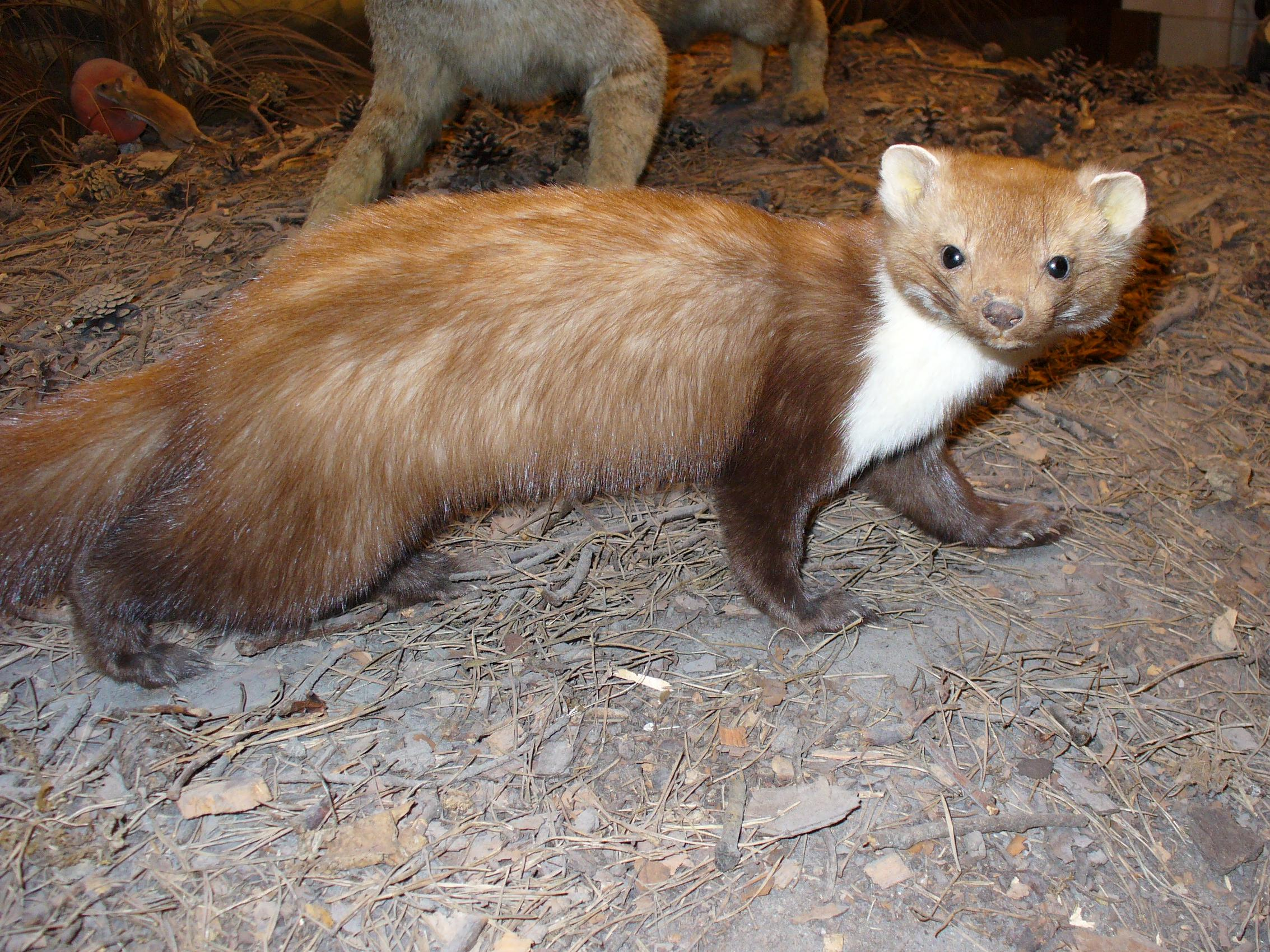
Fagina
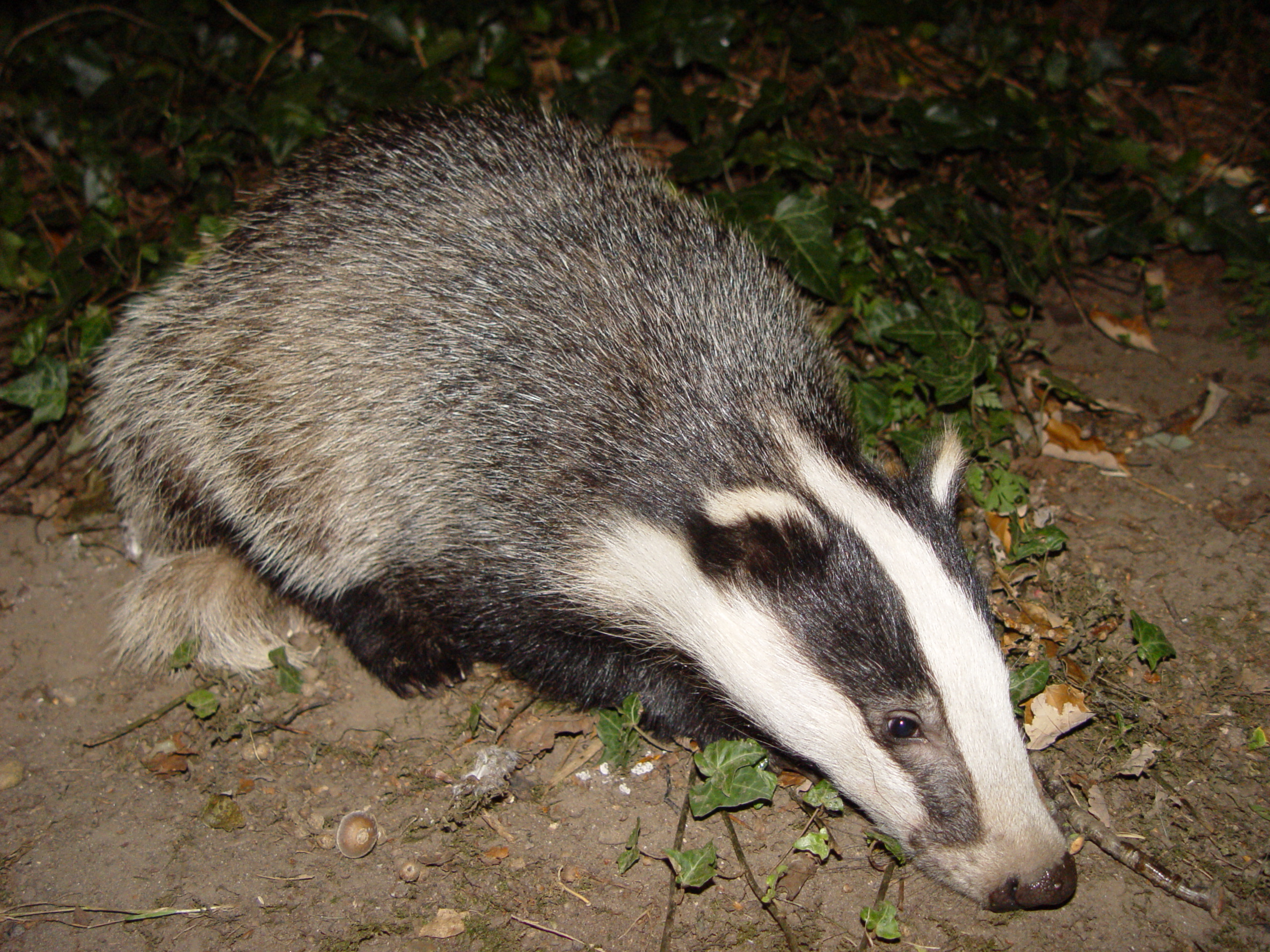
Teixó
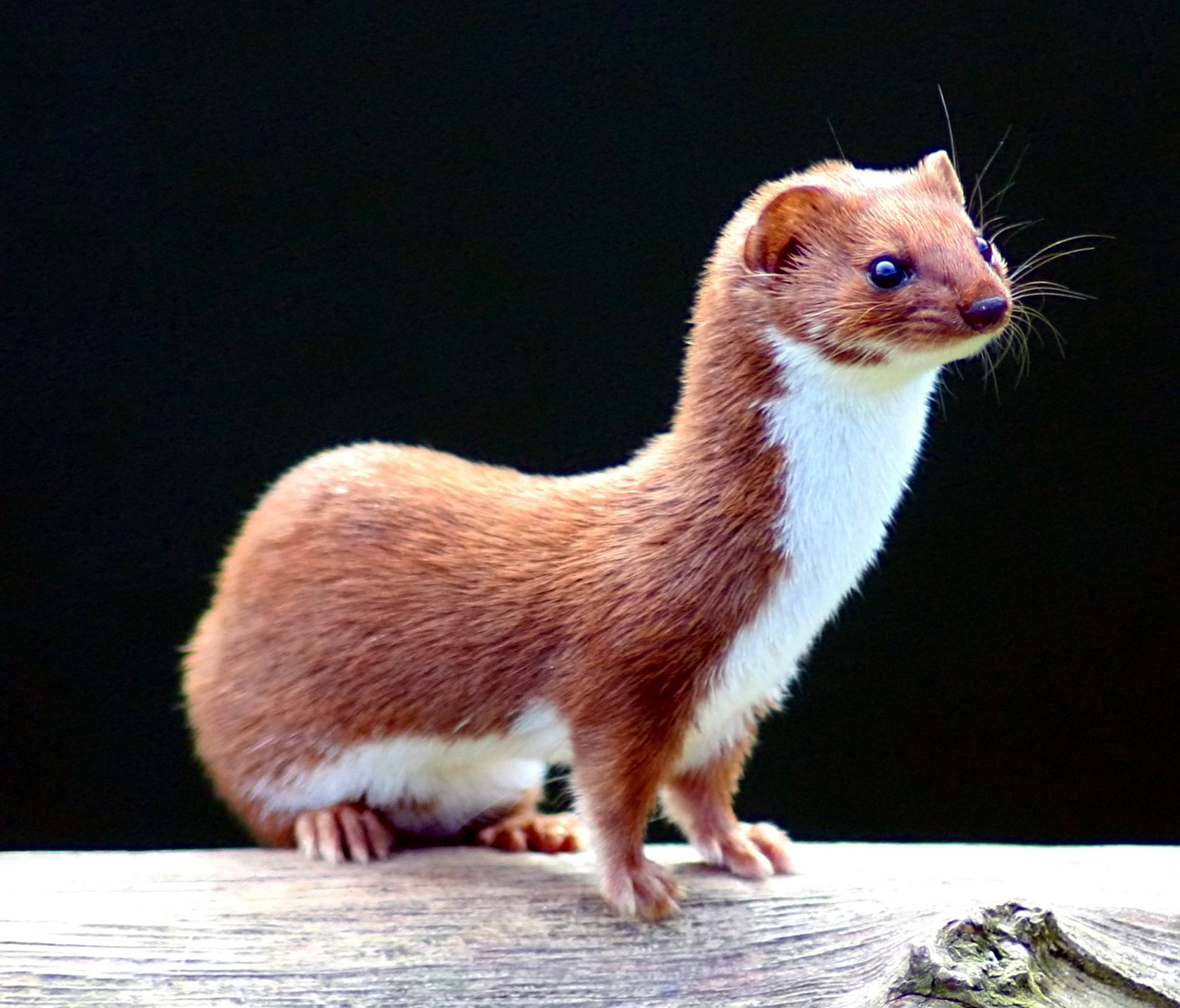
Mostela
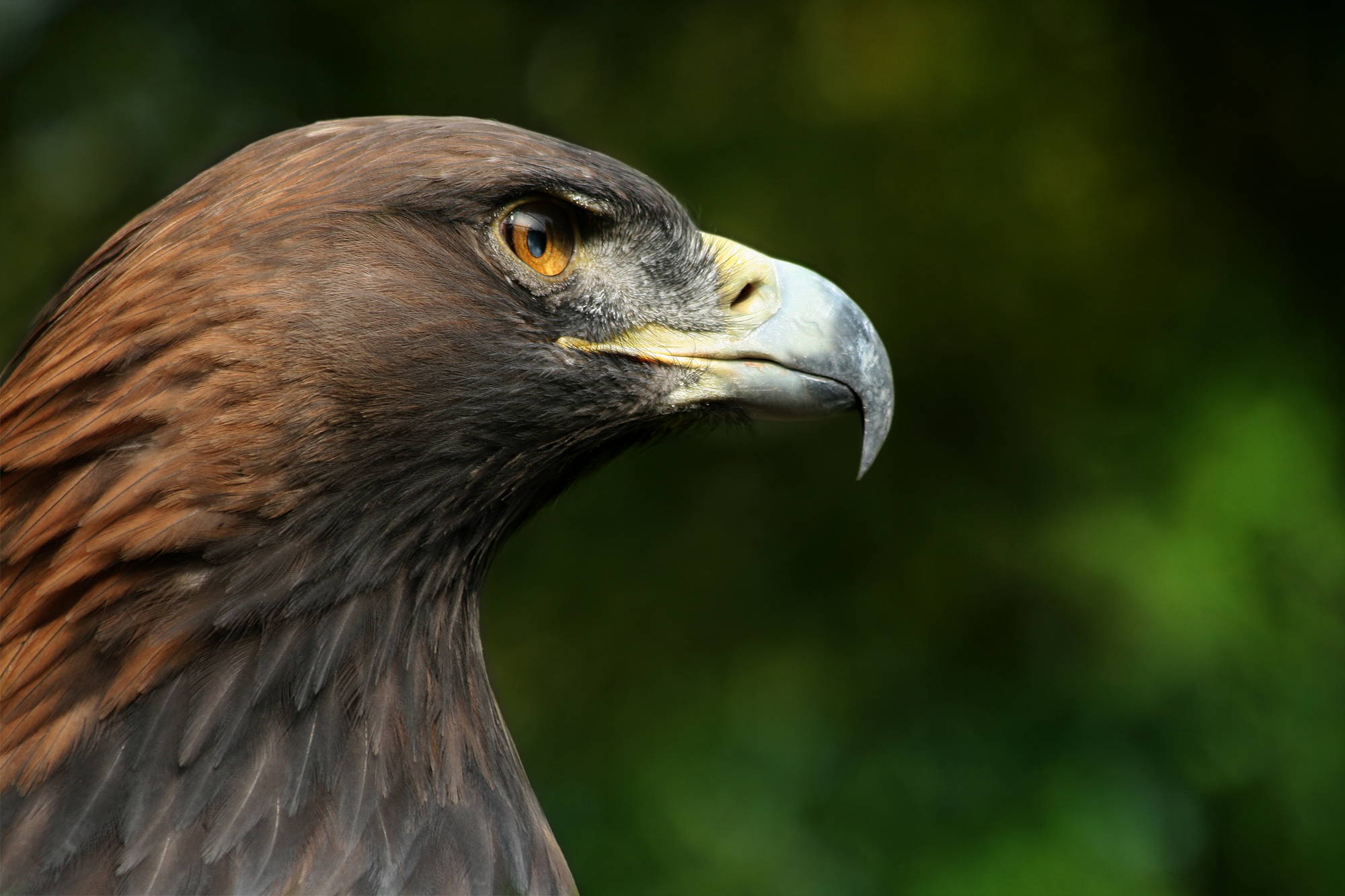
Àguila reial

Hi ha tradició d'indústria que treballa amb fusta. Indústria flequera d'Alfacar.

## Rellevància ecològica
Important conjunt de geomorfologia càrstica que manté formacions de galerar-alzinar, pinedes i importants ecosistemes rupícoles amb coves tipificades com hàbitats preferencials de la Directiva Comunitària que dissenya la Xarxa Natura 2000.

## Hàbitats d'interès
- Alzinar-Roureda amb importants poblacions de rapinyaires diürns i nocturns.
- Pinedes autòctones i pinedes de repoblació.
- Arenys dolomítics amb importants i nombrosos endemismes catalogats en perill d'extinció.

## Orografia
Muntanyes d'alçada mitjana, a base de roques de calç amb formacions geològiques peculiars.